# 허민 (희극인)
허민(1986년 2월 11일~)은 대한민국의 개그우먼으로 2008년 KBS 공채 23기를 통해 데뷔하였다. 미녀 달인으로 주목받았다.
2016 KBS 개그콘서트-무비리틀텔레비전 첫방중 선배 개그맨 이상훈이 특별출연한 후배 개그우먼 허민의 뺨을 어루만졌다. 그다음날 허민은 못생긴 현남편(구남친)정인욱의 얼굴을 보아야만했다.

## 학력
- 충북여자고등학교 2004년 졸업
- 청주대학교 환경학과 학사

## 연기 활동
- KBS2 《개그콘서트》
  - 〈록스피릿〉
  - 〈선생 김봉투〉
  - 〈순정만화〉이슬비 역
  - 〈9시쯤 뉴스〉차분한 아나운서 역
  - 〈쩨쩨한 로맨스〉
  - 〈티라노 연애조작단〉
  - 〈슈퍼스타 KBS〉
  - 〈풀하우스〉넷째 딸 역
  - 〈헬스걸〉
  - 〈달인〉
  - 〈있기 없기〉
  - 〈호랭이 언니들〉
  - 〈피곤한 가족〉
  - 〈불편한 진실〉
  - 〈핑크레이디〉나레이션 역
  - 〈만득이〉이승윤의 누나 역
  - 〈댄수다〉모니카 역
  - 〈깐죽거리 잔혹사〉이동윤의 딸 역
  - 〈어른들을 위한 동화〉
  - 〈나 혼자 남자다〉
  - 〈사둥이는 아빠 딸〉봄 역
  - 〈이.개.세 (이 개그맨들이 사는 세상)〉
  - 〈라스트 헬스보이〉
  - 〈횃불 투게더〉
  - 〈민상토론〉방청객 역
  - 〈그녀는 예뻤다〉이쁜이 역
  - 〈솔까 홈쇼핑〉
  - 〈죽어도 못 보내〉
  - 〈평양의 후예〉
  - 〈무.리.텔 (무비리틀 텔레비전)〉(2016년 첫방된 개그콘서트 코너 이 코너에서 허민이 특별출연함)
  - 〈다시보기〉
  - 〈줌 in 줌 out〉
  - 〈억울한 영길씨〉
  - 〈핵갈린 늬우스〉
  - 〈땀복근무〉영길의 가족 역
- SBS 《진실게임》
- SBS 《놀라운 대회 스타킹》
- SBS 파워FM 《올드 스쿨》
- SBS 파워FM 《영스트리트》
- CGNTV 《나는야 주의 어린이》
- MBC TV 《스포츠 매거진》
- MBC 표준FM 《신동의 심심타파》
- TBN 대구교통방송 《TBN 차차차》
- tvN 《롤러코스터2》
- KBS 2TV 《출발 드림팀 시즌2》
- YTN 《국민신문고》
- SPOTV 《UHD 스포츠 스토리》
- 코미디TV 《크게 될 스타》
- KBS 2TV 《완벽한 아내》
- KBS 2TV 《개승자》
- SBS 《골 때리는 그녀들 시즌 4》
- JTBC 《아는 형님》 게스트
- TV CHOSUN 유튜브 《뉴민상》 게스트
- KBS 1TV 《6시 내고향》 발길따라 고향기행 <더위 잡고 지갑 잡는 가성비 여행> 8339회 새 패널 (패널) ~ 출연중[1]

## 경력
- 2012년 3월 대교눈높이 전국 초중고 축구리그 홍보대사

## 유행어

### 《개그콘서트》
- 허~민 입니다.(선생 김봉투)
- 생활정보 소식의 차분한 아나운서 허민입니다.(9시쯤 뉴스)
- 있기없기~(있기없기)
- 몰랐어요. 막시무스(댄수다)
- 여러분, 제가 한 번 얘기해보겠습니다!(횃불투게더)
- 아줌마(언니), ~ 해주세요~(횃불투게더)
- 그럼 나, ~ 해야겠다.(횃불투게더)
- 하지말라고! (사둥이는 아빠딸)

## 같이 보기
- 김대성
- 안소미
- 장도연
- 김준호
- 강호동
- 박나래
- 박소영

## 가족 관계
- 배우자: 정인욱(1990년 12월 18일~)
  - 딸(장녀): 정아인(2017년 12월 7일~)
  - 아들(장남): 정단우(2020년 9월 4일~)